# DeMarcus Walker
DeMarcus Walker (Jacksonville, 30 settembre 1994) è un giocatore di football americano statunitense che milita nel ruolo di defensive end per i Chicago Bears della National Football League (NFL).

## Carriera

### Denver Broncos
Walker al college giocò a football con i Florida State Seminoles dal 2013 al 2016, vincendo il campionato NCAA nel 2013 e venendo premiato come All-American nel 2016, anno in cui vinse anche il titolo di difensore dell'anno dell'Atlantic Coast Conference. Fu scelto nel corso del secondo giro (49º assoluto) nel Draft NFL 2017 dai Denver Broncos. Debuttò come professionista subentrando nella gara del primo turno contro i Los Angeles Chargers senza fare registrare alcuna statistica.

### Houston Texans
Il 16 aprile 2021 Walker firmò con gli Houston Texans.

### Tennessee Titans
Il 16 maggio 2022 Walker firmò con i Tennessee Titans.

### Chicago Bears
Il 13 marzo 2023 Walker firmò con i Chicago Bears un contratto triennale.